# Charaxes etheta
Charaxes etheta är en fjärilsart som beskrevs av Jean Baptiste Godart 1824. Charaxes etheta ingår i släktet Charaxes och familjen praktfjärilar. Inga underarter finns listade i Catalogue of Life.